# 成田栄信

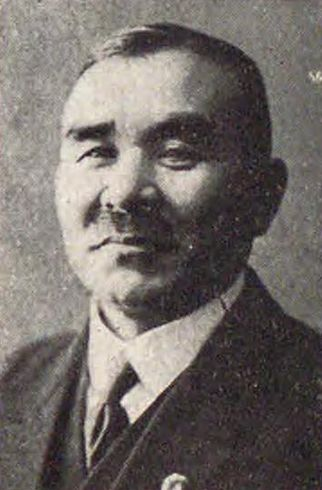
成田栄信

成田 栄信（榮信、なりた しげのぶ、1869年12月16日（明治2年11月14日）‐ 1946年（昭和21年）1月1日） は、日本の言論人、実業家、政治家。衆議院議員。

## 経歴
伊予国宇和郡下灘村(現愛媛県宇和島市) で、成田亀太郎の二男として生まれた。1897年（明治30年）に分家した。苦学して関西法律学校（現関西大学）、英吉利法律学校（現中央大学）で学び水産講習所（現東京海洋大学）を卒業した。
生命保険事業に従事し安田共済支店長を経て、東京社を創立して雑誌『東京』を発行し、1907年（明治40年）に東洋通信社を創立して社長に就任。その他、日本織物取締役を務めた。
1912年（明治45年）５月の第11回衆議院議員総選挙愛媛県郡部選挙区に立憲政友会（政友会）から出馬して当選したが、同年12月10日に衆議院議員選挙法違反事件の控訴を取下げて禁錮刑が確定したため議員を退職した。1915年（大正４年）３月の第12回総選挙選挙では次点で落選したが、同年7月に才賀藤吉が死去したため繰り上げ当選した。その後、第15回総選挙まで連続当選し、衆議院議員を連続5期務めた。
1923年（大正12年）海南新聞社の社長となるが、岩崎一高ら政友会県支部幹部と対立が強まって政友会が資金援助を止めたため経営危機に陥り、また成田が1924年（大正13年）の政友会分裂の際に政友本党に加わったため，政友会県支部が対抗して海南新聞とは別の機関紙『伊豫新報』を発行したので、海南新聞の経営を神戸新聞に委ねた。その後、成田は政友本党からも除名されて無所属となり、1928年（昭和3年）2月の第16回総選挙に立候補したが落選した。同年、満州に渡り日満新興公司(資)を設立し代表社員に就任した。

## 逸話
1894年（明治27年）3月の第3回衆議院議員総選挙で愛媛県第5区から出馬した清水隆徳の運動員となり、対抗馬の古谷周道が高知県の自由党壮士を雇って東宇和郡伊延山（現西予市）を根拠地として小銃を放って運動妨害を図ったため、成田は多数の壮士を率いて伊延山に向かい、小銃と大砲の実弾射撃を行って古谷派を威嚇した。その結果、古谷派は退去を余儀なくされた。